# Romano-serbe
Le romano-serbe est une langue mixte (considérée comme une variété para-romanie dans la linguistique romanie) résultant du contact entre le serbe et le romani en Serbie et dans les pays de l'ex-Yougoslavie et distincte des dialectes vlax romani parlés en Serbie.

## Publications
En octobre 2005, le premier texte sur la grammaire du romani proprement dit en Serbie a été publié par le linguiste Rajko Đurić, intitulé Gramatika e Rromane čhibaki - Граматика ромског језика (Gramatika romskog jezika).